# Петров, Александр Александрович (футболист)
Алекса́ндр Алекса́ндрович Петро́в (1893, Москва — 1942) — русский футболист, нападающий. За сборную Российской империи провёл один матч.

## Карьера

### Клубная
Выступал за московский клуб КФС с 1911 по 1913 и с 1915 по 1922 год.

### В сборной
Дебютировал за сборную России 5 июля 1912 года в товарищеском матче против Швеции в Стокгольме (2:2).